# Shimon Mizrahi

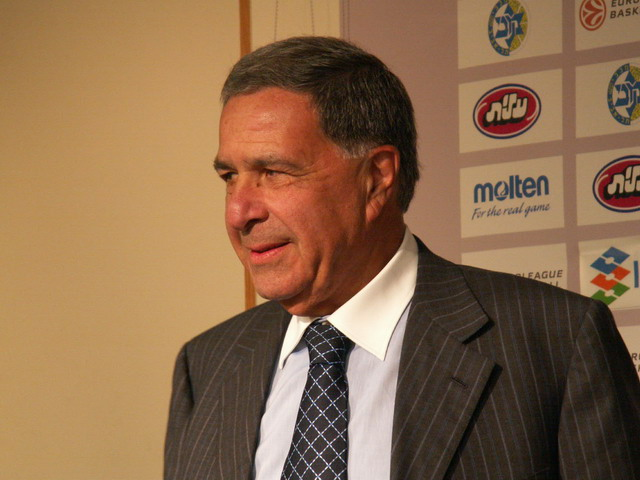
Shimon Mizrahi en 2006.

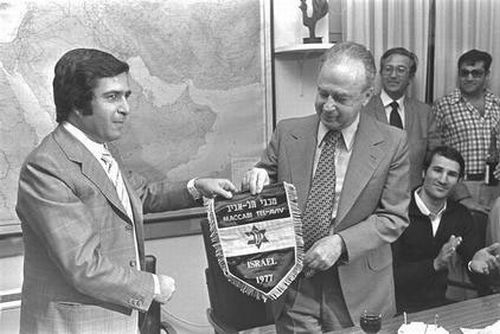
Mizrahi recibe una condecoración de manos de Isaac Rabin por ganar la Copa de Europa de 1977.

Shimon Mizrahi (en hebreo, שמעון מזרחי) (Tel Aviv, 19 de octubre de 1939) es un abogado israelí y el presidente de la sección de baloncesto del Maccabi Tel Aviv desde 1969. Bajo su gestión, el Maccabi se ha convertido en el dominador del baloncesto de Israel y en uno de los mayores competidores de Europa, con seis Euroligas.

## Biografía
Nació en una familia vinculada al Maccabi Tel Aviv, pues su padre fue un destacado deportista de la entidad. Tras completar el servicio militar se licenció en derecho por la Universidad Hebrea de Jerusalén y comenzó a ejercer la abogacía. Compagina su cargo con la dirección de un bufete especializado en infracciones de tráfico.
En 1969, cuando tenía treinta años, fue elegido presidente de la sección de baloncesto del Maccabi. En esa época el equipo sufría serios problemas financieros, pero logró remontar su situación con medidas hasta entonces inéditas, como cobrar la entrada a los partidos, vender los derechos de retransmisión a las televisiones y firmar acuerdos de patrocinio. Además fue el primero en contratar jugadores estadounidenses y consiguió que Tal Brody, la estrella nacional, se quedase en la plantilla.
Desde entonces, el Maccabi Tel Aviv se ha convertido en el dominador de este deporte en Israel y en una potencia europea, con 40 ligas nacionales (22 consecutivas entre 1970 y 1992), más de 30 copas, seis campeonatos de Europa, una copa Intercontinental y cinco triples coronas (liga, copa y Euroliga) en 1977, 1981, 2001, 2004 y 2005.
Aunque en 2003 se especuló con su salida del Maccabi para dirigir la Autoridad de Radiodifusión de Israel, rechazó el ofrecimiento y continuó al frente de la sección.
Sus rivales deportivos le han criticado por oponerse a un límite salarial en el campeonato de Israel, lo que le perjudicaría al ser el club que mejores sueldos paga. En los últimos años sí ha aceptado otras como la "regla Brisker", que impone un número máximo de extranjeros, o el sistema de final four para decidir el campeón nacional.
El Estado de Israel le galardonó en 2011 con el Premio Israel de los deportes, alegando que «su actividad ha impulsado el prestigio del deporte israelí en general, y del baloncesto en particular».